# Danylo Danylenko
Danylo Wolodymyrowytsch Danylenko (ukrainisch Данило Володимирович Даниленко; * 10. Oktober 1994 in Tscherkassy) ist ein ukrainischer Sprinter, der sich auf den 400-Meter-Lauf spezialisiert hat, aber auch im 400-Meter-Hürdenlauf an den Start geht.

## Sportliche Laufbahn
Erste internationale Erfahrungen sammelte Danylo Danylenko im Jahr 2013, als er bei den Junioreneuropameisterschaften in Rieti im 400-Meter-Hürdenlauf mit 53,63 s in der ersten Runde ausschied. Bei den Leichtathletik-Hallenweltmeisterschaften 2014 in Sopot belegte er mit der ukrainischen 4-mal-400-Meter-Staffel in 3:08,79 min den sechsten Platz und im Sommer wurde er bei den Europameisterschaften in Zürich mit der Staffel im Vorlauf disqualifiziert. Im Jahr darauf schied er bei den U23-Europameisterschaften in Tallinn mit 51,65 s im Hürdenlauf in der Vorrunde aus und belegte mit der Staffel in 3:09,14 min den fünften Platz. 2016 qualifizierte er sich über 400 Meter für die Europameisterschaften in Amsterdam, schied dort allerdings mit 47,49 s im Vorlauf aus, während er mit der Staffel in 3:04,45 min Rang sechs erreichte. 2017 belegte er bei den Halleneuropameisterschaften in Belgrad mit der Staffel in 3:09,64 min Platz fünf und im Jahr darauf schied er bei den Europameisterschaften in Berlin sowohl im Einzelbewerb über 400 m Hürden mit 51,02 s, wie auch mit der Staffel in 3:05,95 min in der ersten Runde aus. 
2019 schied er bei den Halleneuropameisterschaften in Glasgow über 400 Meter mit 47,59 s im Vorlauf aus, ehe er im Anschluss an der Sommer-Universiade in Neapel teilnahm, bei der er in 46,23 s auf den vierten Platz gelangte. Kurz zuvor siegte er bei den Europaspielen in Minsk in der Mixed-Staffel in 3:16,65 min und qualifizierte sich damit auch für die Weltmeisterschaften in Doha, bei denen die Staffel mit 3:17,50 min aber nicht das Finale erreichte. Zuvor siegte er bei den Balkan-Meisterschaften in Prawez in 46,84 s über 400 Meter. Im Jahr darauf belegte er bei den Balkan-Meisterschaften in Cluj-Napoca in 46,96 s den vierten Platz und gewann mit der Staffel in 3:08,53 min die Bronzemedaille. 2021 schied er bei den Halleneuropameisterschaften in Toruń mit 47,65 s in der ersten Runde aus. Im Jahr darauf gelangte er bei den Balkan-Meisterschaften in Craiova mit 46,86 s auf Rang sieben über 400 Meter und siegte mit der Staffel in 3:05,96 min. Anschließend kam er bei den Europameisterschaften in München mit 46,39 s nicht über den Vorlauf über 400 Meter hinaus und verpasste mit der Staffel mit 3:04,15 min den Finaleinzug.
2023 gelangte er bei den Balkan-Meisterschaften in Kraljevo mit 46,37 s auf den fünften Platz über 400 Meter und siegte in 3:06,43 min in der 4-mal-400-Meter-Staffel. Im Jahr darauf wurde er bei den World Athletics Relays in Nassau in 3:14,49 min Zweiter im C-Lauf in der 2. Qualifikationsrunde in der Mixed-Staffel für die Olympischen Spiele und sicherte der Ukraine einen Startplatz. Anschließend belegte er bei den Balkan-Meisterschaften in Izmir in 46,38 s den vierten Platz über 400 Meter und siegte mit der Männerstaffel in 3:07,16 min. Kurz darauf verpasste er bei den Europameisterschaften in Rom mit 3:05,86 min den Finaleinzug. Im August schied er bei den Olympischen Sommerspielen in Paris mit 3:15,51 min im Vorlauf der Mixed-Staffel aus. 2025 siegte er mit der Männerstaffel in 3:07,00 min bei den Balkan-Meisterschaften in Volos.
2017 wurde Danylenko ukrainischer Meister im 400-Meter-Hürdenlauf sowie 2019 über 400 Meter. Zudem wurde er 2023 Hallenmeister im 200-Meter-Lauf.

## Persönliche Bestzeiten
- 200 Meter: 21,59 s (+0,1 m/s), 16. Juli 2019 in Kiew
  - 200 Meter (Halle): 21,93 s, 15. Januar 2022 in Kiew
- 400 Meter: 46,04 s, 13. Juni 2021 in Erzurum
  - 400 Meter (Halle): 46,46 s, 2. Februar 2023 in Ostrava
- 400 m Hürden: 50,50 s, 8. Juni 2015 in Kirowohrad